# How To with John Wilson
How To with John Wilson es una docuserie de comedia de televisión estadounidense creada por el cineasta John Wilson. Producida por Nathan Fielder, Michael Koman y Clark Reinking, fue encargada por HBO . Se estrenó el 23 de octubre de 2020. El 9 de diciembre de 2020, HBO la renovó para una segunda temporada, que se estrenó el 26 de noviembre de 2021. En febrero de 2022, la serie se renovó para una tercera temporada.

## Premisa
John Wilson intenta dar consejos mientras se ocupa de sus propios problemas personales. Los episodios de 25 minutos, enmarcados como tutoriales y filmados principalmente en las calles de la ciudad de Nueva York, cubren temas que van desde charlas triviales hasta andamios. Si bien cada episodio inicialmente se enfoca en el tema principal, en el curso de su investigación, Wilson conoce gente y entabla conversaciones que lo llevan en direcciones diversas e impredecibles. Por ejemplo, el episodio "Cómo mejorar tu memoria" termina presentando una conferencia sobre el efecto Mandela en Ketchum, Idaho. 

## Recepción

### Respuesta crítica
Recibió elogios de la crítica. En Rotten Tomatoes, la primera temporada tiene una puntuación del 100% con una calificación promedio de 8.5/10 basada en 21 reseñas. El consenso crítico del sitio dice: "Sorprendente, reflexivo y extraordinariamente extraño, ' combinación de estilos documentales de How To with John Wilson se une para crear una experiencia singularmente deliciosa". En Metacritic, la primera temporada tiene una puntuación media ponderada de 84 sobre 100, según 7 reseñas, lo que indica "aclamación universal".
Daniel Fienberg de The Hollywood Reporter escribió Cómo con John Wilson es "divertido, triste y, al final, sorprendentemente profundo". Steve Greene de IndieWire le dio a la serie una crítica positiva de A-, diciendo que tiene "un toque de oscuridad y mucha empatía".
La segunda temporada recibió elogios de la crítica. En Metacritic, la temporada tiene una puntuación media ponderada de 92 sobre 100, basada en 4 reseñas, lo que indica "aclamación universal".